# Tschetwerikow ARK-3
Die Tschetwerikow ARK-3 (russisch Четвериков АРК-3) war ein sowjetisches Flugboot der 1930er-Jahre. Es wurde von Igor Tschetwerikow konstruiert.

## Geschichte
1934 begannen die Entwicklungsarbeiten als Eisbeobachtungsflugzeug für die Glawsewmorput (Hauptverwaltung Nördlicher Seeweg) und im September 1936 erfolgte der Erstflug des Prototyps ARK-3-1 (ARK steht für Arktitscheski). Das Flugzeug wurde mehrfach verbessert und leistungsverstärkt, wodurch der Pilot A. W. Jerschow auch am 25. April 1937 einen Höhen- und zwei Geschwindigkeitsrekorde erringen konnte. Daraufhin wurde von der sowjetischen Marine eine Vorserie von fünf Stück als Langstreckenaufklärer bestellt. Am 14. Juli 1937 brachen bei einer harten Wasserung die Triebwerkshalterungen und der Pilot wurde getötet. Es entstand ein zweiter Prototyp ARK-3-2 mit verlängertem Rumpf und geschlossenen MG-Ständen. Er flog im Mai 1938. Genau ein Jahr nach dem Absturz der ARK-3-1 stürzte er infolge eines Bruchs des Rumpfhecks am 14. Juli 1938 ebenfalls ab. Die Vorserienbestellung wurde daraufhin annulliert und das Entwicklungsprogramm eingestellt.

## Technische Beschreibung
Die ARK-3 war ein freitragender Schulterdecker mit abgestrebtem Normalleitwerk und starren Stützschwimmern. Die Fertigung erfolgte in Gemischtbauweise, der Rumpfboden war zweistufig. Der vollverglaste Buggefechtsstand war strömungsgünstig angeordnet; ein zweiter Gefechtsstand befand sich auf dem Rumpfrücken. Die beiden Sternmotoren waren in Tandemanordnung an einer Halterung auf dem Flügel befestigt.

## Technische Daten
| Kenngröße             | Daten |
| --------------------- | --- |
| Besatzung             | 4–5 |
| Flügelspannweite      | 19,90 m |
| Länge                 | 14,50 m |
| Leermasse             | 3300 kg |
| Startmasse            | maximal 5260 kg |
| Triebwerk             | zwei M-25W-Sternmotoren mit je 750 PS (ca. 550 kW), freistehend auf dem Tragflügelmittelstück in Tandemanordnung angeordnet |
| Höchstgeschwindigkeit | 320 km/h in 1500 m Höhe |
| Reisegeschwindigkeit  | 275 km/h in 1500 m Höhe |
| Steiggeschwindigkeit  | 230 m/min |
| Gipfelhöhe            | praktisch 5900 m absolut 7800 m                                                                                             |
| Reichweite            | normal 1500 km maximal 2500 km                                                                                              |
| Aktionsradius         | 600 km |
| Flugdauer             | 8,3 h bei 180 km/h |
| Bewaffnung            | drei 7,62-mm-MG 600–1000 kg Bombenlast unter den Tragflächen                                                                |